# ČSD-Baureihe E 426.0
Die ČSD-Baureihe E 426.0 (ab 1988: Baureihe 113) sind vierachsige elektrische Lokomotiven für die mit 1,5 kV Gleichspannung betriebenen Strecken der  Československé státní dráhy (ČSD).

## Geschichte
Die Lokomotiven wurden beschafft, als zu Beginn der 1970er-Jahre die Lokomotiven der ersten Generation, die E 422.0, am Ende ihrer normativen Nutzungszeit angelangt waren. Die Lokomotiven sollten zudem die noch vorhandenen älteren Lokomotiven auf den beiden weiterhin mit 1,5 kV Gleichspannung betriebenen Strecken Rybník–Lipno nad Vltavou und Tábor–Bechyně ablösen.
Škoda in Plzeň lieferte 1973 sechs Exemplare der Reihe E 426.0. Die Lokomotiven sind weitgehend baugleich mit den gleichzeitig gefertigten der Reihe E 458.0 (seit 1988: Baureihe 110). Wesentlicher Unterschied ist das Fehlen des Zusatzballastes, um die geforderte Achslast von 16 Tonnen einhalten zu können. Durch die Halbierung der Fahrdrahtspannung ergab sich eine Halbierung der Stunden- und Dauerleistung. Die Lokomotiven 113 001 bis 003 wurden in Tábor, die 004 bis 006 in České Budějovice beheimatet.
Die Lokomotiven gelangten 1993 alle in den Bestand der České dráhy (ČD). Im Jahr 2004 wurde die Strecke Rybník–Lipno nad Vltavou auf eine Fahrleitungsspannung von 25 kV mit 50 Hz umgestellt. Die 113 004 ist seit 2003 in Tábor beheimatet. Die Lokomotiven 113 005 und 006 wurden im Frühjahr 2003 in Prag auf 3 kV umgebaut und in 110 205 und 206 umgezeichnet.

## Galerie

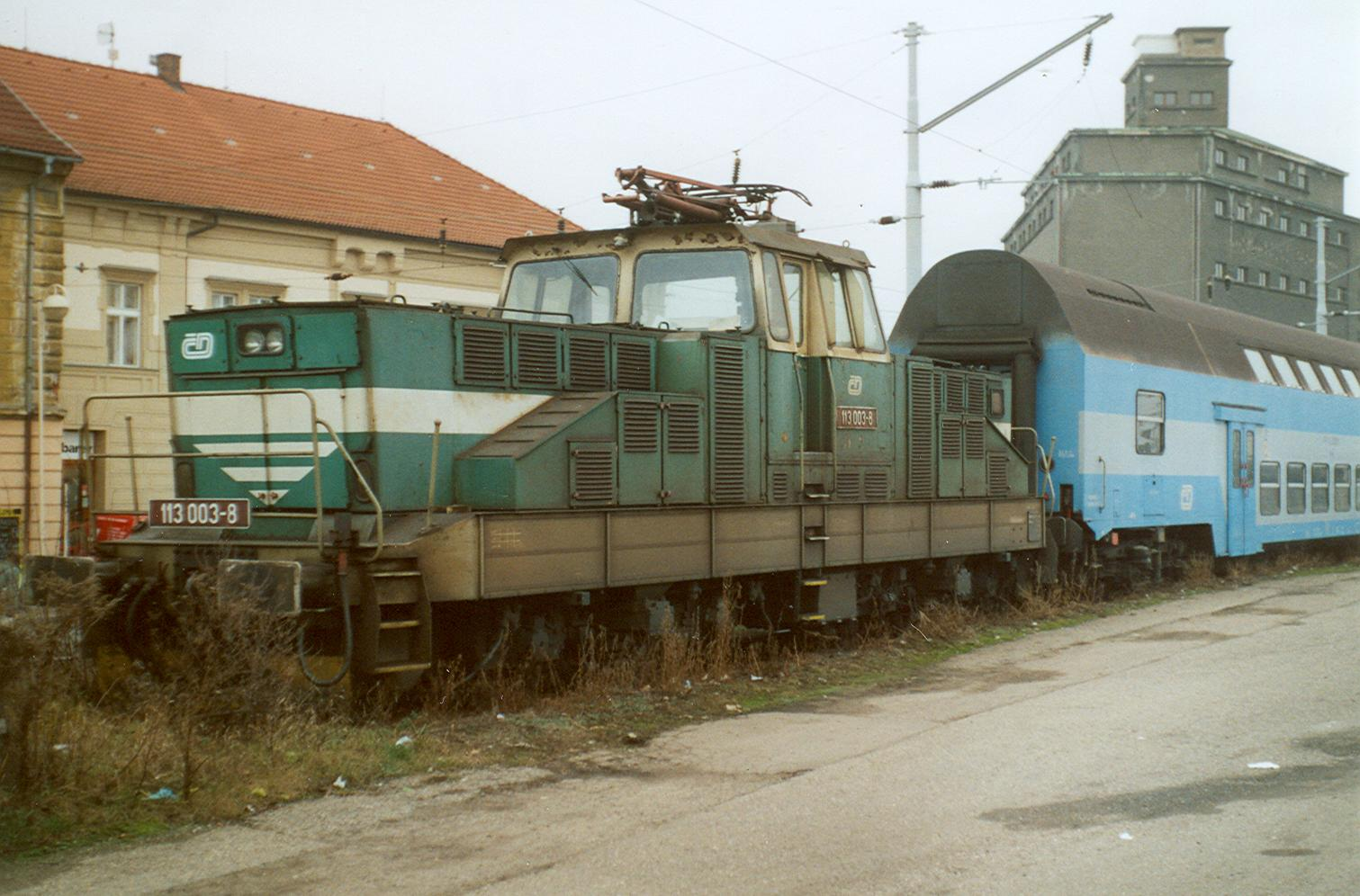
113 003 abgestellt in Tábor